# Neto Borges
Vivaldo Borges dos Santos Neto, noto come Neto Borges (Saubara, 13 settembre 1996), è un calciatore brasiliano, difensore del Middlesbrough.

## Carriera
Neto Borges ha fatto parte delle giovanili del Vitória per circa un anno e mezzo fino a quando, nel 2013, di comune accordo con la famiglia ha smesso di compiere i 220 chilometri che faceva ogni giorno per andare ad allenarsi, complice il fatto che la società non forniva contributi economici per il trasporto.
Nel 2015 è stato impegnato nel Campeonato Capixaba Under-20 con il Rio Branco.
La sua prima squadra a livello senior è stata il Boca Júnior, che non è il più famoso e quasi omonimo club argentino, bensì un club brasiliano con sede nella città di Estância. Qui all'inizio dell'anno 2017 ha militato nel campionato dello stato del Sergipe, prima di passare all'Itabaiana in Série D. Sempre nel 2017 si è trasferito all'Atlético Tubarão, con cui ha vinto la Copa Santa Catarina.
Notato dal direttore sportivo dell'Hammarby Jesper Jansson durante uno scouting in Sudamerica, Neto Borges è volato in Svezia per iniziare la sua prima parentesi all'infuori dei confini nazionali, firmando un contratto di tre anni e mezzo con la compagine stoccolmese a partire dalla stagione 2018. È stato schierato come terzino sinistro titolare fin dalle prime giornate.
All'apertura del successivo mercato invernale, nel gennaio 2019, il terzino brasiliano è stato prelevato dai belgi del Genk per una cifra riportata di oltre 20 milioni di corone svedesi, di fatto una delle cessioni più remunerative della storia dell'Hammarby. Neto Borges ha così compiuto lo stesso percorso fatto nell'estate 2017 da Joseph Aidoo, altro acquisto del Genk tra i più redditizi per le casse del club biancoverde svedese.

## Palmarès

### Club

#### Competizioni statali
- Copa Santa Catarina: 1

Atlético Tubarão: 2017